# Championnats d'Europe de patinage artistique 1999
Navigation
Édition précédente Édition suivante
Les championnats d'Europe de patinage artistique 1999 ont lieu du 24 au 31 janvier 1999 au Sports Hall de Prague en Tchéquie.

## Qualifications
Les patineurs sont éligibles à l'épreuve s'ils représentent une nation européenne membre de l'Union internationale de patinage (International Skating Union en anglais) et s'ils ont atteint l'âge de 15 ans avant le 1er juillet 1998 dans leur pays de naissance. La compétition correspondante pour les patineurs non européens est le championnat des Quatre Continents 1999. Les fédérations nationales sélectionnent leurs patineurs en fonction de leurs propres critères.
Sur la base des résultats des championnats d'Europe 1998, l'Union internationale de patinage autorise chaque pays à avoir de une à trois inscriptions par discipline.
| Entrées                                                           | Messieurs                                              | Dames                                                          | Couples                                                   | Danse sur glace                               |
| ----------------------------------------------------------------- | ------------------------------------------------------ | -------------------------------------------------------------- | --------------------------------------------------------- | --------------------------------------------- |
| 3                                                                 | Russie                                                 | Russie                                                         | Russie Ukraine                                            | France Russie                                 |
| 2                                                                 | Allemagne Bulgarie Danemark France Royaume-Uni Ukraine | Allemagne Autriche Azerbaïdjan France Finlande Hongrie Ukraine | Allemagne Azerbaïdjan France Pologne Royaume-Uni Tchéquie | Allemagne Biélorussie Italie Lituanie Ukraine |
| Si non répertorié ci-dessus, une seule inscription est autorisée. |                                                        |                                                                |                                                           |                                               |

Pour la quatrième année (après les championnats européens de 1994, 1996 et 1997), l'Union internationale de patinage impose une ronde des qualifications pour les catégories individuelles masculine et féminine. Les qualifications sont divisées en deux groupes A et B. Pour ces championnats européens 1999, le top 15 de chaque groupe accède au programme court, puis le top 24 accède au programme libre. Pour la première fois, les scores des qualifications comptent pour le score final.

## Podiums
| Épreuves                            | Or                                   | Argent                             | Bronze                            |
| ----------------------------------- | ------------------------------------ | ---------------------------------- | --------------------------------- |
| Messieurs résultats détaillés       | Aleksey Yagudin                      | Evgeni Plushenko                   | Aleksey Urmanov                   |
| Dames résultats détaillés           | Maria Butyrskaya                     | Julia Soldatova                    | Viktoria Volchkova                |
| Couples résultats détaillés         | Maria Petrova / Aleksey Tikhonov     | Dorota Zagórska / Mariusz Siudek   | Sarah Abitbol / Stéphane Bernadis |
| Danse sur glace résultats détaillés | Anzhelika Krylova / Oleg Ovsiannikov | Marina Anissina / Gwendal Peizerat | Irina Lobatcheva / Ilia Averboukh |

## Tableau des médailles
| Rang  | Nation  | Or | Argent | Bronze | Total |
| ----- | ------- | -- | ------ | ------ | ----- |
| 1     | Russie  | 4  | 2      | 3      | 9     |
| 2     | France  | 0  | 1      | 1      | 2     |
| 3     | Pologne | 0  | 1      | 0      | 1     |
| Total | Total   | 4  | 4      | 4      | 12    |

## Détails des compétitions
Pour la saison 1998/1999, les calculs des points se font selon la méthode suivante :
- chez les Messieurs et les Dames (0.4 point par place pour les qualifications, 0.6 point par place pour le programme court, 1 point par place pour le programme libre)
- chez les Couples artistiques (0.5 point par place pour le programme court, 1 point par place pour le programme libre)
- en danse sur glace (0.4 point par place pour les deux danses imposées, 0.6 point par place pour la danse originale, 1 point par place pour la danse libre)

### Messieurs
| Rang                                        | Nom                    | Nation      | Points | Qualif. A | Qualif. B | Prog. court | Prog. libre |
| ------------------------------------------- | ---------------------- | ----------- | ------ | --------- | --------- | ----------- | ----------- |
| 1                                           | Aleksey Yagudin        | Russie      | 3.4    | 3         |           | 2           | 1           |
| 2                                           | Evgeni Plushenko       | Russie      | 4.2    |           | 1         | 3           | 2           |
| 3                                           | Aleksey Urmanov        | Russie      | 4.4    |           | 2         | 1           | 3           |
| 4                                           | Andrejs Vlascenko      | Allemagne   | 8.4    | 2         |           | 6           | 4           |
| 5                                           | Laurent Tobel          | France      | 10.8   | 1         |           | 9           | 5           |
| 6                                           | Ivan Dinev             | Bulgarie    | 11.0   | 4         |           | 4           | 7           |
| 7                                           | Evgeni Pliuta          | Ukraine     | 11.4   |           | 3         | 7           | 6           |
| 8                                           | Vincent Restencourt    | France      | 13.0   |           | 5         | 5           | 8           |
| 9                                           | Vitali Danilchenko     | Ukraine     | 18.2   |           | 4         | 11          | 10          |
| 10                                          | Patrick Meier          | Suisse      | 19.4   |           | 8         | 12          | 9           |
| 11                                          | Robert Grzegorczyk     | Pologne     | 19.8   | 7         |           | 10          | 11          |
| 12                                          | Sergei Rylov           | Azerbaïdjan | 23.4   |           | 6         | 15          | 12          |
| 13                                          | Neil Wilson            | Royaume-Uni | 24.0   | 8         |           | 13          | 13          |
| 14                                          | Szabolcs Vidrai        | Hongrie     | 24.8   | 5         |           | 8           | 18          |
| 15                                          | Róbert Kažimír         | Slovaquie   | 27.8   | 9         |           | 17          | 14          |
| 16                                          | Margus Hernits         | Estonie     | 29.8   |           | 10        | 18          | 15          |
| 17                                          | Stefan Lindemann       | Allemagne   | 29.8   | 6         |           | 14          | 19          |
| 18                                          | Michael Tyllesen       | Danemark    | 30.4   |           | 12        | 16          | 16          |
| 19                                          | Johnny Rønne Jensen    | Danemark    | 33.2   |           | 9         | 21          | 17          |
| 20                                          | Gheorghe Chiper        | Roumanie    | 37.6   | 13        |           | 19          | 21          |
| 21                                          | Vakhtang Murvanidze    | Géorgie     | 38.0   |           | 7         | 22          | 22          |
| 22                                          | Jan Čejvan             | Slovénie    | 38.6   | 12        |           | 23          | 20          |
| 23                                          | Lukáš Rakowski         | Tchéquie    | 40.0   | 10        |           | 20          | 24          |
| 24                                          | Clive Shorten          | Royaume-Uni | 43.0   |           | 14        | 24          | 23          |
| Patineurs éliminés après le programme court |                        |             |        |           |           |             |             |
| 25                                          | Patrick Schmit         | Luxembourg  |        |           | 13        | 25          | NC          |
| 26                                          | Sergejs Telenkov       | Lettonie    |        |           | 11        | 28          | NC          |
| 27                                          | Hristo Turlakov        | Bulgarie    |        |           | 15        | 26          | NC          |
| 28                                          | Angelo Dolfini         | Italie      |        | 14        |           | 27          | NC          |
| 29                                          | Markus Leminen         | Finlande    |        | 11        |           | 29          | NC          |
| 30                                          | Filip Stiller          | Suède       |        | 15        |           | 30          | NC          |
| Patineurs éliminés après les qualifications |                        |             |        |           |           |             |             |
| 31                                          | Clemens Jonas          | Autriche    |        | 16        |           | NC          | NC          |
| 31                                          | Miguel Alegre          | Espagne     |        |           | 16        | NC          | NC          |
| 33                                          | Matthew van den Broeck | Belgique    |        | 17        |           | NC          | NC          |
| 33                                          | Edgar Grigoryan        | Arménie     |        |           | 17        | NC          | NC          |
| 35                                          | Panagiotis Markouizos  | Grèce       |        |           | 18        | NC          | NC          |

### Dames
| Rang                                          | Nom                    | Nation         | Points | Qualif. A | Qualif. B | Prog. court | Prog. libre |
| --------------------------------------------- | ---------------------- | -------------- | ------ | --------- | --------- | ----------- | ----------- |
| 1                                             | Maria Butyrskaya       | Russie         | 2.0    | 1         |           | 1           | 1           |
| 2                                             | Julia Soldatova        | Russie         | 5.2    |           | 1         | 3           | 3           |
| 3                                             | Viktoria Volchkova     | Russie         | 7.0    | 2         |           | 2           | 5           |
| 4                                             | Diána Póth             | Hongrie        | 8.8    | 3         |           | 6           | 4           |
| 5                                             | Vanessa Gusmeroli      | France         | 9.8    |           | 2         | 5           | 6           |
| 6                                             | Júlia Sebestyén        | Hongrie        | 11.4   | 7         |           | 11          | 2           |
| 7                                             | Elena Liashenko        | Ukraine        | 13.8   | 6         |           | 4           | 9           |
| 8                                             | Yulia Lavrenchuk       | Ukraine        | 14.2   | 5         |           | 7           | 8           |
| 9                                             | Alisa Drei             | Finlande       | 15.6   | 8         |           | 9           | 7           |
| 10                                            | Sabina Wojtala         | Pologne        | 18.4   |           | 3         | 12          | 10          |
| 11                                            | Julia Lautowa          | Autriche       | 18.4   | 4         |           | 8           | 12          |
| 12                                            | Eva-Maria Fitze        | Allemagne      | 20.6   |           | 4         | 10          | 13          |
| 13                                            | Silvia Fontana         | Italie         | 23.2   |           | 8         | 15          | 11          |
| 14                                            | Zuzana Paurova         | Slovaquie      | 26.0   | 9         |           | 14          | 14          |
| 15                                            | Yulia Vorobieva        | Azerbaïdjan    | 28.0   |           | 7         | 17          | 15          |
| 16                                            | Kaja Hanevold          | Norvège        | 29.2   |           | 11        | 13          | 17          |
| 17                                            | Marion Krijgsman       | Pays-Bas       | 30.4   |           | 9         | 18          | 16          |
| 18                                            | Valeria Trifancova     | Lettonie       | 33.4   | 12        |           | 16          | 19          |
| 19                                            | Olga Vassiljeva        | Estonie        | 36.4   |           | 10        | 24          | 18          |
| 20                                            | Veronika Dytrtová      | Tchéquie       | 36.8   | 10        |           | 18          | 22          |
| 21                                            | Idora Hegel            | Croatie        | 38.6   |           | 14        | 20          | 21          |
| 22                                            | Klara Bramfeldt        | Suède          | 38.8   | 14        |           | 22          | 20          |
| 23                                            | Sanna-Maija Wiksten    | Finlande       | 41.0   | 11        |           | 21          | 24          |
| 24                                            | Anna Dimova            | Bulgarie       | 42.0   | 13        |           | 23          | 23          |
| Patineuses éliminées après le programme court |                        |                |        |           |           |             |             |
| 25                                            | Christel Borghi        | Suisse         |        |           | 13        | 25          | NC          |
| 26                                            | Ingrida Snieskiene     | Lituanie       |        | 15        |           | 26          | NC          |
| 27                                            | Dorothee Derroitte     | Belgique       |        |           | 12        | 28          | NC          |
| 28                                            | Helena Pajović         | RF Yougoslavie |        |           | 15        | 27          | NC          |
| Abandon                                       | Tanja Szewczenko       | Allemagne      |        |           | 4         |             | NC          |
| Abandon                                       | Laëtitia Hubert        | France         |        |           | 6         |             | NC          |
| Patineuses éliminées après les qualifications |                        |                |        |           |           |             |             |
| 31                                            | Marta Senra            | Espagne        |        |           | 16        | NC          | NC          |
| 31                                            | Salome Chigogidze      | Géorgie        |        | 16        |           | NC          | NC          |
| 33                                            | Anna Chatziathanassiou | Grèce          |        |           | 17        | NC          | NC          |
| Forfait                                       | Mojca Kopač            | Slovénie       |        | NC        | NC        | NC          | NC          |
| Forfait                                       | Stephanie Main         | Royaume-Uni    |        | NC        | NC        | NC          | NC          |

### Couples
| Rang    | Nom                                   | Nation      | Points | Prog. court | Prog. libre |
| ------- | ------------------------------------- | ----------- | ------ | ----------- | ----------- |
| 1       | Maria Petrova / Aleksey Tikhonov      | Russie      | 3.5    | 5           | 1           |
| 2       | Dorota Zagórska / Mariusz Siudek      | Pologne     | 4.0    | 4           | 2           |
| 3       | Sarah Abitbol / Stéphane Bernadis     | France      | 4.0    | 2           | 3           |
| 4       | Peggy Schwarz / Mirko Müller          | Allemagne   | 6.5    | 3           | 5           |
| 5       | Tatiana Totmianina / Maksim Marinin   | Russie      | 7.5    | 7           | 4           |
| 6       | Julia Obertas / Dmitri Palamarchuk    | Ukraine     | 9.0    | 6           | 6           |
| 7       | Kateřina Beránková / Otto Dlabola     | Tchéquie    | 11.0   | 8           | 7           |
| 8       | Tatiana Chuvaeva / Viacheslav Chiliy  | Ukraine     | 13.0   | 10          | 8           |
| 9       | Evgenia Filonenko / Igor Marchenko    | Ukraine     | 13.5   | 9           | 9           |
| 10      | Oľga Beständigová / Jozef Beständig   | Slovaquie   | 16.5   | 13          | 10          |
| 11      | Ekaterina Danko / Gennadi Emeljenenko | Biélorussie | 17.0   | 12          | 11          |
| 12      | Inga Rodionova / Aleksandr Anichenko  | Azerbaïdjan | 17.5   | 11          | 12          |
| 13      | Mariana Kautz / Norman Jeschke        | Allemagne   | 20.0   | 14          | 13          |
| 14      | Maria Krasiltseva / Artem Znachkov    | Arménie     | 22.0   | 16          | 14          |
| 15      | Milena Marinovitch / Stoyan Kazakov   | Bulgarie    | 22.5   | 15          | 15          |
| Abandon | Elena Berejnaïa / Anton Sikharulidze  | Russie      |        | 1           |             |
| Forfait | Veronika Ruzkova / Marek Sedlmajer    | Tchéquie    |        | NC          | NC          |

### Danse sur glace
| Rang                                               | Nom                                      | Nation      | Points | Danse imposée 1 | Danse imposée 2 | Danse originale | Danse libre |
| -------------------------------------------------- | ---------------------------------------- | ----------- | ------ | --------------- | --------------- | --------------- | ----------- |
| 1                                                  | Anzhelika Krylova / Oleg Ovsiannikov     | Russie      | 2.0    | 1               | 1               | 1               | 1           |
| 2                                                  | Marina Anissina / Gwendal Peizerat       | France      | 4.0    | 2               | 2               | 2               | 2           |
| 3                                                  | Irina Lobatcheva / Ilia Averboukh        | Russie      | 6.0    | 3               | 3               | 3               | 3           |
| 4                                                  | Barbara Fusar-Poli / Maurizio Margaglio  | Italie      | 8.0    | 4               | 4               | 4               | 4           |
| 5                                                  | Margarita Drobiazko / Povilas Vanagas    | Lituanie    | 10.0   | 5               | 5               | 5               | 5           |
| 6                                                  | Kati Winkler / René Lohse                | Allemagne   | 12.0   | 6               | 6               | 6               | 6           |
| 7                                                  | Olena Hrushyna / Ruslan Honcharov        | Ukraine     | 14.0   | 7               | 7               | 7               | 7           |
| 8                                                  | Sylwia Nowak / Sebastian Kolasiński      | Pologne     | 17.0   | 8               | 8               | 8               | 9           |
| 9                                                  | Albena Denkova / Maxim Staviski          | Bulgarie    | 17.4   | 10              | 10              | 9               | 8           |
| 10                                                 | Galit Chait / Sergei Sakhnovski          | Israël      | 20.0   | 11              | 9               | 10              | 10          |
| 11                                                 | Tatiana Navka / Roman Kostomarov         | Russie      | 21.8   | 9               | 12              | 11              | 11          |
| 12                                                 | Isabelle Delobel / Olivier Schoenfelder  | France      | 23.8   | 12              | 11              | 12              | 12          |
| 13                                                 | Dominique Deniaud / Martial Jaffredo     | France      | 26.0   | 13              | 13              | 13              | 13          |
| 14                                                 | Charlotte Clements / Gary Shortland      | Royaume-Uni | 28.0   | 14              | 14              | 14              | 14          |
| 15                                                 | Eliane Hugentobler / Daniel Hugentobler  | Suisse      | 30.0   | 15              | 15              | 15              | 15          |
| 16                                                 | Stephanie Rauer / Thomas Rauer           | Allemagne   | 32.2   | 17              | 16              | 16              | 16          |
| 17                                                 | Zuzana Merzova / Tomas Morbacher         | Slovaquie   | 34.4   | 16              | 17              | 18              | 17          |
| 18                                                 | Francesca Fermi / Diego Rinaldi          | Italie      | 35.4   | 18              | 18              | 17              | 18          |
| 19                                                 | Angelika Führing / Bruno Ellinger        | Autriche    | 38.0   | 19              | 19              | 19              | 19          |
| 20                                                 | Gabriela Hrazska / Jiří Prochazká        | Tchéquie    | 40.4   | 22              | 20              | 20              | 20          |
| 21                                                 | Kristina Kobaladze / Oleg Voiko          | Ukraine     | 42.2   | 21              | 22              | 21              | 21          |
| 22                                                 | Jenny Dahlen / Igor Lukanin              | Azerbaïdjan | 43.4   | 20              | 21              | 22              | 22          |
| 23                                                 | Bianca Szíjgyártó / Tamas Sári           | Hongrie     | 46.0   | 23              | 23              | 23              | 23          |
| 24                                                 | Kristina Kalesnik / Aleksander Terentjev | Estonie     | 48.0   | 24              | 24              | 24              | 24          |
| Couples de danse éliminés après la danse originale |                                          |             |        |                 |                 |                 |             |
| 25                                                 | Pia-Maria Gustafsson / Antti Grönlund    | Finlande    |        | 25              | 25              | 25              | NC          |
| 26                                                 | Anne-Mette Poulsen / David Blazek        | Danemark    |        | 26              | 26              | 26              | NC          |